# Zenon Caravella
Zenon Mauro Caravella (* 17. März 1983 in Cairns) ist ein ehemaliger australischer Fußballspieler.

## Karriere
Caravella begann seine Karriere 2001 in der National Soccer League (NSL) bei Sydney Olympic. Nach Einstellung der NSL im Jahre 2004 wechselte er zunächst zu den Rockdale City Suns die in der New South Wales Premier League spielten und zur folgenden Saison zurück zu Sydney Olympic, die mittlerweile ebenfalls in dieser Spielklasse antraten.
Zur Saison 2005/06 unterschrieb Caravella einen einjährigen Profivertrag bei den New Zealand Knights, die in der neu geschaffenen A-League antraten. Die Saison endete für die Knights abgeschlagen auf dem letzten Tabellenrang mit sechs Punkten aus 21 Spielen, der Mittelfeldspieler wurde dabei in allen 21 Saisonspielen eingesetzt. Im Anschluss an die Saison erhielt er ein Angebot vom niederländischen Zweitligisten FC Omniworld, für den er die beiden folgenden Jahre spielte. Im Sommer 2008 wurde sein Vertrag bei Omniworld nicht mehr verlängert.
Ende 2008 unterschrieb er bei Gold Coast United einen Vertrag für die Saison 2009/10. In seiner Debütsaison wurde er dort als Spieler des Jahres ausgezeichnet. Außerdem erhielt er den Preis für das Tor des Jahres.
Am 13. Januar 2011, unterschrieb er einen Zwei-Jahres-Vertrag bei Adelaide United. Im Oktober 2011 wurde er zusammen mit 20 anderen australischen Spieler von Holger Osieck zu einem Trainingscamp der Australischen Nationalmannschaft eingeladen. Nach seiner ersten Saison bei Adelaide erhielt er den renommierten Club-Champion Award, als bester Spieler des Vereins.
Am 23. Januar 2013 kündigte der A-League-Klub Newcastle Jets die Verpflichtung von Caravella für den Rest der Saison 2012/2013 und die Saison 2013/2014 an. Newcastle ist der dritte A-League-Verein für Caravella seit 2008. Im Sommer 2015 beendete er dort auch seine aktive Karriere.